# Hugh Hunt
Hugh Hunt (Memphis, 8 de março de 1902 — 1 de setembro de 1988) é um diretor de arte estadunidense. Venceu o Oscar de melhor direção de arte em duas ocasiões: por Julius Caesar e Ben-Hur.